# 沃利亞 (卡贊卡區)
47°35′38″N 32°50′0″E / 47.59389°N 32.83333°E
沃利亞（烏克蘭語：Воля），是烏克蘭南部的村莊，隸屬尼古拉耶夫州的巴什坦卡區。該村始建於1922年，面積0.53平方公里，海拔高度92米，2001年人口125，人口密度每平方公里235.8人。

Nikolaiv oblast location map